# Nationalpark Khao Luang
Der Nationalpark Khao Luang (Thai: อุทยานแห่งชาติเขาหลวง) ist ein Nationalpark in der Südregion von Thailand. Bei dem Park handelt es sich um ein Schutzgebiet der IUCN-Kategorie II (Nationalpark).
Der 570 km² große Park wurde am 18. Dezember 1974 als neunter Nationalpark von Thailand eröffnet. 

## Lage
Der Park liegt in der Nakhon-Si-Thammarat-Bergkette in der Provinz Nakhon Si Thammarat, etwa 30 Kilometer westlich der Provinzhauptstadt Nakhon Si Thammarat.
Im Park befindet sich der höchste Berg Süd-Thailands, der 1835 Meter hohe Khao Luang (ยอดเขาหลวง), der dem Nationalpark seinen Namen gab.

## Flora und Fauna

### Pflanzenarten
In den Tälern und an Fließgewässern sowie feuchten Standorten gibt es immergrünen Regenwald. Auf den Hügeln gedeiht immergrüner Wald und es gibt auch Bergwald. Über 300 Orchideen-Arten kommen in diesem Gebiet vor, einige dieser Arten können nur noch im Khao Luang Park gefunden werden.

### Tierarten
Im Park gibt es eine Vielzahl wild lebender Tiere:
Mindestens 200 Vogelarten  wurden gezählt. Der Park nimmt eine Schlüsselstellung, hinsichtlich des Vorkommens von Bergvogel-Arten in Thailand, ein.
Zu den 90 Säugetieren, die gesichtet wurden, gehören eine Tiger-Art, der Leopard, der Nebelparder (Neofelis nebulosa), der Asiatischen Elefanten, der Kleine Mungo, der Nacktfußwiesel, der Banteng, der Gaur, Robinsons Bindenlangur und sehr selten der Schabrackentapir, auch Malaysischer Tapir genannt (Tapirus indicus).
Zu den 31 Reptilien-Arten, die gesichtet wurden, gehören Eigentliche Nattern (Sibynophis melanocephalus) งูหัวดำมลายู, Peitschennattern (งูเขียวหัวจิ้งจก, Ahaetulla  prasina) und Asiatische Rattennattern (Ptyas  carinata)งูสิงหางดำ.

## Sehenswürdigkeiten
- Krung-Ching-Wasserfall (น้ำตกกรุงชิง) – vielstufiger Wasserfall, der auch auf der 1000-Baht-Note Thailands abgebildet ist.
- Karom-Wasserfall (น้ำตกกะโรม) – 19-stufiger Wasserfall und zahlreiche weitere Wasserfälle.
- Kaeo-Surakan-Höhle (ถ้ำแก้วสุรกานต์) – beliebtes Ziel von Höhlenforschern unter den Touristen.